# Abu Umama al-Bahili
Ṣudayy ibn ʿAjlān ibn Wahb al-Bāhilī (in arabo صُدَيّ بن عجلان بن وهب البَاهليّ‎? o Abū Umāma al-Bāhilī (in arabo أبو أمامة البَاهليّ‎?); ... – Homs, 700) fu un Compagno di Maometto.
Appartenente alla tribù dei Banū Bāhila, dei Qays ʿAjlān, combatté a fianco di ʿAlī ibn Abī Ṭālib a Ṣiffīn, per poi trasferirsi in Siria. 
Quasi 250 ʾaḥādīth fanno riferimento a lui secondo il Ṣaḥīḥ di al-Bukhārī e il Ṣaḥīḥ di Muslim.
Fu l'ultimo dei Ṣaḥāba a morire in Siria.